# Gion Antoni Derungs
Gion Antoni Derungs (* 6. September 1935 in Vella, Kanton Graubünden; † 4. September 2012 in Chur) war ein Schweizer Komponist, Musiker und Musikpädagoge.

## Beruflicher Werdegang
Derungs besuchte die Klosterschule Disentis (Graubünden) und studierte nach der Matura an der Musikhochschule Zürich Klavier, Orgel, Dirigieren und Partiturspiel bei Hans Andreae, Luigi Favini, Johannes Fuchs, Erhart Ermatinger und Paul Müller-Zürich sowie Schulgesang an der Musikakademie Zürich bei Franz Pezzotti. In den Jahren 1960 bis 1962 war er Musikdirektor in Lichtensteig (Toggenburg) und von 1962 bis 1999 Musiklehrer am Kantonalen Lehrerseminar in Chur. Ab 1962 wirkte er als Domorganist an der Churer Kathedrale. Von 1962 bis 1969 leitete er die Chöre Alpina und Rezia in Chur und von 1971 bis 1993 das von ihm gegründete Quartet grischun.

## Musik
Der Katalog seiner Werke enthält 191 Kompositionen mit Opuszahl und einige hundert Werke ohne. Sein Schaffen umfasste nahezu alle Gattungen vom Lied bis zur Oper, von Kammermusik und Orgelmusik bis zu Sinfonien für grosses Orchester. Bei seinen Vokalwerken spielen die bündnerromanische Sprache und das weltliche und geistliche Liedgut der Surselva (Vorderrheintal) eine wichtige Rolle. Zusammen mit Sur Gieri Cadruvi produzierte er die Schallplattenreihe Canzuns popularas (CPLP). Er war der Komponist von Il cerchel magic (1984), der ersten bündnerromanischen Oper überhaupt. Stilistisch war Derungs zeitweise von gegensätzlichen Strömungen des 20. Jahrhunderts (u. a. von der polnischen Avantgarde) beeinflusst und hat Elemente aus Dodekaphonie, Aleatorik, Graphischer Notation und Minimal Music verwendet, schrieb aber auch tonal und modal.

«Gion Antoni Derungs war nicht nur ein eminent fruchtbarer, sondern auch ein in mancher Hinsicht einzigartiger Komponist. Zunächst einmal ist festzuhalten, dass er zu praktisch allen gängigen musikalischen Gattungen gewichtige Beiträge geliefert hat, […]. Hinzu kommt ein hochgradig interessanter Verlauf seiner Personalstil-Entwicklung, die von der produktiven Auseinandersetzung mit der damaligen Avantgarde bis hin zur allmählichen Integration und kreativen Neu-Interpretation ‹traditioneller› Elemente wie der Tonalität reichte.»

## Auszeichnungen
- 1970: Mención honorífica für Rorate (op. 23, 1969), Internationaler Kompositionswettbewerb Óscar Esplá, Alicante, Spanien
- 1981: Goldmedaille für Missa pro defunctis (op. 57, 1974), Internationaler Kompositionswettbewerb Ciudad Ibagué, Kolumbien
- 1982: Anerkennungspreis des Kantons Graubünden
- 1996: Grosser Kulturpreis des Kantons Graubünden
- 1998: Kulturpreis des Bischofs von Chur Pro arte christiana

## Werke (Auswahl)

### Vokalmusik
Messen
- Missa pro defunctis für gem. Chor a cappella, op. 57 (1974)
- Requiem für Soli, Chor und Orchester, op. 74 (1977)
- Missa Losanna per coro di ragazzi, coro misto e grande orchestra, op. 99 (1982)
- Missa latina für Soli, Chor und Orchester, op. 118 (1989)

Geistliche Werke
- Rorate für Soli, zwei gem. Chöre und Orchester, op. 23 (1969)
- Vier Hymnen von Ambrosius für Soli, gem. Chor ad libitum und Orchester, op. 54 (1974)
- Magnificat für Soli, Chor, Orchester und Orgel ad libitum, op. 77 (1978)
- Heilig Geist-Hymnen (Richard Thalmann) für gem. Chor, Volk ad libitum, Orchester und Orgel, op. 85 (1979)
- Nadal (Noël). Quater motettas e duas canzuns de Nadal für gem. Chor, op. 1 (1981)
- Sechs lateinische Motetten für gem. Chor, op. 119 (1989)
- Weg zur Hoffnung für Sopran, Bariton und Orchester, op. 144 (1997)
- Canzuns da Nadal für Sopran, Flöte, Oboe d’amore, Streichorchester, op. 84d (2002)
- Cantiones sacrae für gem. Chor, op. 183 (2010)
- Complet für Soli und gem. Chor, op. 189 (2012)

Oratorien
- Ina Passiun romontscha, op. 50 (1972)
- In nativitate Domini per soliste, coro e orchestra, op. 34 (1970)
- Il cantico (Laudatio; S. Francesco d’Assisi) per solisti, coro misto e grande orchestra, op. 96 (1982)

Kantaten
- Blauer Wagen (Verena Hefti), Kleine Kantate für hohe Stimme, Flöte und Streichorchester, op. 2 (1981)
- Veta e perpetnadad für Sopran, gem. Chor und Orchester, op. 129 (1992)
- Weg zur Hoffnung für Soli, gem. Chor und Orchester, op. 144 (1997)
- Die Geburt der Athene, Szene in drei Gesängen für Mezzosopran und Klavier, op. 150 (2000)

Solo-Lieder
- Flurs dil temps (Gion Deplazes), 12 Lieder für tiefe Stimme und Klavier, op. 88 (1979/80)
- Uras (Gian Fontana), 10 rätoromanische Lieder im Volkston, für Singstimme und Klavier, op. 3 (1980/82)
- Canzuns romanticas (Texte von verschiedenen Dichtern), für mittlere Stimme und Klavier, op. 104 (1985)
- Ein Brevier (Wilhelm Busch), fünf Lieder für mittlere Singstimme, zwei Klarinetten und Bassetthorn, op. 115b (1990)
- Aquarels (Texte von verschiedenen Dichtern), 11 Lieder für mittlere Stimme und Klavier, op. 172 (2006)
- Incont (Texte von verschiedenen Dichtern), 9 Lieder für Mezzosopran, Alt und Klavier, op. 175 (2007)

### Bühnenwerke
- Il cerchel magic (Lothar Deplazes), opera en quater acts, op. 101 (1986 Chur)
- Il semiader (Lothar Deplazes) opera en quater acts, op 125 (1996 Chur)
- König Balthasar (Giovanni Netzer), Oper in drei Akten, op. 146 (1998 Chur)
- Tredeschin (Lothar Deplazes), opera en sis maletgs, op. 152 (2004 Chur)
- Apocalypse (Giovanni Netzer), Kammer-Kirchenoper, op. 166 (2005, Savognin/GR)
- Benjamin (Giovanni Netzer), Oper-Installation, op. 169 (2006 Riom/GR)
- Henry Dunant (Ein dramatisches Menschenleben) (Hans-Rudolf Merz), op. 178 (2010 Heiden)

Ballettmusik
- Nuit, Suite de Ballet pour orchestre, op. 18 (1969)
- Sontga Margriata, Ballett in drei Teilen für Solisten, Chor und Orchester, op. 51 (1973); zweite Fassung für Soli, Chor und 11 Instrumentalisten, op. 78 (1978)

### Instrumentalmusik
Orchesterwerke
- Sinfonia per grande orchestra, op. 37 (1971)
- Rondo per grande orchestra, op. 65 (1975)
- Concerto per orchestra, Nr. 2 op. 9 (1980)
- Zweite Sinfonie (Trauersinfonie) für grosses Orchester, op. 110 (1987)
- Dritte Sinfonie (Aus meinem Leben) für grosses Orchester, op. 116 (1987/88)
- Vierte Sinfonie für Orchester, op. 132 (1993)
- Fünfte Sinfonie (Orgelsinfonie) für grosses Orchester und Orgel, op. 140 (1995/96)
- Visioni Notturne für Orchester, op. 141 (1996)
- Sechste Sinfonie (Die Romantische), op. 152 (2000)
- Siebte Sinfonie (Wie auf einem Vulkan), op. 155 (2001)
- Achte Sinfonie (sein – vergehen), op. 158 (2002/03)
- Tre poeme per orchestra (quasi sinfonia), op. 173 (2005/07)
- Sinfonia notturna, op. 176 (1979/2007)

Konzert
- Erstes Konzert für Violine und Orchester, op. 13 (1968)
- Erstes Konzert für Klavier und Orchester, op. 14 (1968)
- Fuormas per orgla, orchester da camera e percussiun, op. 43 (1971)
- Concerto campestre für Klarinette und Streichorchester, op. 11 (1980)
- Zweites Konzert für Violine und Orchester, op. 92 (1981)
- Konzert für Orgel, Streichorchester und Pauken, op. 98 (1983)
- Konzert im alten Stil für Orgel und Streichorchester, op. 100 (1983)
- Konzert für Panflöte und Streichorchester, op. 106 (1985)
- Konzert für Horn und Streichorchester, op. 107 (1985)
- Zweites Konzert für Klavier und Orchester, op. 109 (1986)
- Konzert für Flöte und Streichorchester, op. 130 (1992)
- Concerto da chiesa per due organi, vibrafono, timpani e archi, op. 133 (1993)
- Konzert für zwei Klaviere und Orchester, op. 149 (1999)
- Concerto galante (Harfe und Spielmann), für Violine, Harfe und Streichorchester, op. 160 (2002/03)
- Konzert für Violoncello und Orchester, op. 163 (2004)
- Im Märchenschloss (Drei Szenen), für Flöte, Gramorimba und Streichorchester, op. 190 (2012)

Kammermusik
- Divertimento für Bläserquintett, op. 69 (1976)
- Oktett für 2 Oboen, 2 Klarinetten, 2 Waldhörner und 2 Fagotte, op. 79 (1978)
- Mascherate, sei pantomime per quintetto d’ottoni, op. 86 (1979)
- Suita für Streichtrio, op. 102 (1984)
- Serenada für 2 Klarinetten und Bassetthorn, op. 108a (1986)
- Divertimento Nr. 3 für 4 Flöten, op. 114 (1988)
- Sonate für Violine und Klavier op. 143 (1996)
- Amur e dolur (7 rätoromanische Volkslieder über Liebe und Leid), für Flöte und Harfe, op. 180 (2009)

Klaviermusik
- Suita fantastica, op. 82 (1979)
- Vier Stücke für Klavier, op. 94 (1981/83)
- Sechs Intermezzi, op. 122 (1990)

Orgelmusik
- Toccata in h (1965)
- Fantasia für Orgel, op. 63 Nr. 1 (1975)
- Trois pièces pour grand orgue, op. 90 (1980)
- Fünf Partiten für Orgel, op. 5 (1980–1994)

Filmmusik
- Musik zum Trickfilm Salep e la furmicla (1978)
- Musik zum Film ?Wer war Jürg Jenatsch?, op. 42 (1971)

## Fundaziun/Stiftung Gion Antoni Derungs
Die Stiftung hat zum Ziel, Derungs’ Werk zu sichern und dessen Verbreitung zu fördern. Sie trägt dazu bei, seinen Ruf als «führenden Schweizer Komponisten der neueren Zeit» zu festigen.
Dies erfolgt insbesondere durch:
- die Erschliessung und Herausgabe der Kompositionen
- die Vermittlung und Verbreitung seiner Werke im In- und Ausland
- den weiteren Ausbau und Unterhalt der elektronischen Informations-Datenbank www.gionantoniderungs.ch
- die Unterstützung der Errichtung eines Archivs durch die Kantonsbibliothek Graubünden
- die Förderung von Konzerten mit seinen Werken und weiteren Veranstaltungen
- die beratende, publizistische und materielle Unterstützung von Konzerten mit seinen Werken
- die Pflege der Beziehungen und des Austausches unter den Interpreten, Förderern und Anhängern seines Werks.

Die Tätigkeiten der Stiftung werden finanziert durch Projektbeiträge und die Beiträge des Förderkreises Societad Gion Antoni Derungs.

## Werkverzeichnisse
- Gion Antoni Derungs: Verzeichnis der Kompositionen, Manuskript, 4 Hefte, 1965-2012, Chur 2012.
- Susy Derungs: Gion Antoni Derungs. Catalogo delle opere. Systematisches Werkverzeichnis. Liste systematique des œuvres, Pizzicato Verlag, Basel 1996.
- Thomas Järmann: Gion Antoni Derungs. Verzeichnis der Kompositionen, Frauenfeld 2015.
- Laura Decurtins: Gion Antoni Derungs. Verzeichnis der Kompositionen, 2., überarb. Auflage, St. Gallen 2019.

## Diskographie (Auswahl)
- Sontga Margriata, op. 78. Opernballett in drei Teilen, Cantus Laetus, Quartet Grischun, Atelier Instrumental, Genf, Lt. Jean-Marie Curti, Ediziun Canzuns popularas (CPLP 30-795), Savognin 1982.
- Requiem, op. 74, Chor mischedau dalla Surselva, Südwestdeutsche Philharmonie, Bodensee Symphonieorchester, Lt. Claudio Simonet, Radiotelevisiun Svizra Rumantscha, Disentis-Mustér 1992.
- Il semiader (Der Träumer), op. 125, Claudio Danuser, Jean-Jacques Knutti, Judith Graf, Lucretia Lendi et al., Chor ad hoc, Orchestra della Svizzera Italiana, Lt. Sylvia Caduff, Musique Suisses (MGB 6140), 1996.
- Virtuose Klarinettenmusik/Musica virtuosa per clarinetta, von/da Gion Antoni Derungs, Josias Just (cl), Radiotelevisiun Svizra Rumantscha, Chur 2000 (TIME 09012000).
- Trittongo. Werke von Gion Antoni Derungs, Cristina Vital (fl), Julia Kreyenbühl (hf), Dorothea Cantieni (cemb), Radiotelevisiun Svizra Rumantscha, Chur 2010.
- Gion Antoni Derungs. Purtret musical per il 75avel anniversari, Top classic, vol. 3/4, Radiotelevisiun Svizra Rumantscha, Chur 2010.
- Svyati – Live at the Brandenburg Choral Festival of London (Ersteinspielung der Missa pro defunctis, op. 57), Vocalino Wettingen, Lt. David Rossel, 2019.

## Beiträge in Radio, Film und Fernsehen
- Schweizer Komponisten. 10 Porträts aus der zeitgenössischen Schweizer Musikszene, hrsg. von der Schweizerischen Radio- und Fernsehgesellschaft et al., Bern 2003.
- In Memoriam Gion Antoni Derungs, CH-Musik, SRF2 Kultur, 6. September 2012
- Giusep G. Decurtins: Gion Antoni Derungs – in memoriam, parts 1–3, Artg musical, Radiotelevisiun Svizra Rumantscha, 24./30./31. August 2015.
- Gieri Venzin: Gion Antoni Derungs. In omagi, Cuntrasts, Radiotelevisiun Svizra Rumantscha, 18. November 2012. Gion Antoni Derungs. In omagi da Gieri Venzin Gion Antoni Derungs. In omagi da Gieri Venzin (mit deutschen Untertiteln)